# 命令行历史记录
命令行历史记录是许多操作系统的命令行界面和一些软件中的功能，允许用户调用、编辑和重新运行以前的命令。 
命令行历史记录最早出现在比尔·乔伊开发的C Shell中，这个功能的灵感来自于Interlisp的使用。 它简便了很多操作，并且使C Shell易于使用，因此很快地流行起来。如今，命令行历史记录已成为Shell中的标准功能，包括ksh、bash和Microsoft的cmd.exe 。它的快捷体现在两个方面： 
1. 一遍又一遍地执行相同的命令或一系列短命令，例如，开发人员经常编译和运行程序。
2. 只需稍加修改即可纠正错误或重新运行命令。

在最初的C shell中，用户可以通过键入感叹号来引用上一个命令 ! ，然后是其他字符，用于输入特定命令，或者在将其粘贴回命令行之前对其进行编辑。例如： 
!! 意味着整个以前的命令。
!$只是上一个命令的最后一个字。
! abc表示以abc开头的命令。
现在常见的做法是将历史记录与命令行编辑结合起来。方向键用于在历史列表中上下导航，并向左或向右导航到行中的任何位置，用户只需输入所需的更改即可。除此之外，还有一种使用菜单导航的历史记录：用户按下某个功能键来显示最近命令，用户通过输入数字来选择相应的命令。